# Août 1843

## Événements
- 2 août : Honoré de Balzac publie la  troisième partie des Illusions perdues.
- 8 août : première lettre d'Alexis de Tocqueville à Gobineau.
- 15 août - 30 août : Hugo fait une cure à Cauterets.
- 23 août : le président Santa Anna annonce que l’annexion du Texas par les États-Unis serait considéré comme un acte de guerre par le Mexique.
- 29 août, France : ordonnance du Roi portant autorisation de la Compagnie du chemin de fer de Marseille à Avignon.

## Naissances
- 15 août : Charles Immanuel Forsyth Major (mort en 1923), paléontologue et zoologiste suisse.
- 17 août : Mariano Rampolla del Tindaro, cardinal italien, secrétaire d'État du Vatican († 16 décembre 1913).
- 18 août : Adrien Moreau, peintre français († 22 février 1906).
- 19 août : Enea Gardana, guitariste et compositeur italien († 4 juillet 1901).
- 24 août : Sutezō Nishimura, homme d'affaires et homme politique japonais († 14 janvier 1908 (à 64 ans)).
- 27 août : Dmitri Nikolaïevitch Anoutchine (mort en 1923), anthropologue, ethnographe, archéologue et géographe russe.
- 29 août : Alfred Agache, peintre français († 15 septembre 1915).

## Décès
- 10 août : Robert Adrain (né en 1775), mathématicien américain.